# Veneg
Veneg ali Uneg, znan tudi kot Veneg-Nebti, je prestolno ime staroegipčanskega kralja iz Druge dinastije. Dolžina in kronološki položaj njegove vladavine nista znani. Nejasno je tudi to, kateri arheološko prepoznani Hor-kralj ustreza Venegu.

## Ime in protislovja
Ime Veneg je splošno sprejeto kot nebti ali prestolsko ime, uvedeno z grebenom Dveh gospa (boginji Nekbet in Vadžet) in grebenom Bičje in čebela, ki simbolizira Gornji in spodnji Egipt.  Venegovo ime se pojavlja na napisih s črnim črnilom na črepinjah alabastra in posodah iz skrilavca. Ohranjenih je sedemnajst posod z njegovim imenom, od tega enajst v podzemnih galerijah pod stopničasto Džoserjevo piramido v Sakari. Egiptologi, med njimi Wolfgang Helck in  Francesco Tiradritti, opozarjajo, da so bili vsi napisi napisani na mestu, kjer so jih odkrili, kar pomeni, da so bili napisani preko povsem drugačnih starejših napisov.
Simbol, s katerim je napisano Venegovo ime, je še vedno predmet razprav. Tako imenovana cvetica veneg se v egipčanskih napisih pojavlja zelo redko. Skrivnostne  so tudi tri navpične črte na vsaki strani cvetičnega popka. Njihov pomen je neznan. Po Venegovi smrti se njegova heraldična cvetica ni pojavila vse do kralja Tetija iz Šeste dinastije, ko se je  v piramidnem besedilu uporabila kot ime božanstva sonca in smrti Venega, naslovljenega s »sin Raja« in »častilec pokojnega kralja«. Zgleda, da je bila cvetica veneg povezana z egipčanskim kultom sonca in smrti, njen pravi pomen kot ime kralja pa ostaja neznan.

## Istovetenje
Znanstveniki od takrat, ko so prepoznali Venegovo  ime,  poskušajo uskladiti njegovo nebti ime s Horovimi imeni takratnih kraljev. Nekaj teorij je opisanih v naslednjih odstavkih.

### Veneg ustreza Hor-Nebri (ali Ranebu)
Egiptolog Jochem Kahl trdi, da sta Veneg in Nebra, drugi vladar Druge dinastije, ista oseba. Svojo trditev je zgradil na osnovi fragmenta posode  iz vulkanske kamnine, ki jo je odkril v Abidosu v grobu kralja Peribsena, kasnejšega vladarja iz Druge dinastije.  Kahl je prepričan, da je na fragmentu pod imenom kraja Ninečerja odkril šibke, vendar jasne sledove cvetice veneg. Desno od Ninečerjevega imena je delno ohranjena podoba hiše Ka kralja Nebre. Razporeditev znakov je Kahla privedla do zaključka, da sta cvetica veneg in Nebrovo ime med seboj povezana in da je kralj Ninečer napis kasneje zamenjal s svojim. Kahl omenja tudi to, da je Ninečerjevo ime napisano zrcalno, se pravi v smeri proti Nebrovemu imenu. Kahlova teorija je še vedno predmet razprav, ker je fragment posode zelo poškodovan in zato pušča veliko prostora za različne razlage.

### Veneg ustreza Hor-Sekemib-Perenmatu
Egiptologi Nicolas Grimal, Wolfgang Helck in Walter Bryan Emery istovetijo Venega s kraljem  Sekemib-Perenmatom in ramzeškim kartušnim imenom Vadženes. Njihova teorija temelji na domnevi, da sta bila Sekemib in Set-Peribsen različni osebi in da sta bila oba neposredna naslednika kralja Ninečerja. Teorija ni splošno sprejeta, ker so Sekemibove glinaste pečate odkrili v grobnici zadnjega kralja Druge dinastije Kasekemvija. Glinasti  pečati umeščajo Sekemibovo vladavino blizu Kasekemvijeve, medtem ko se ramzeško ime Vadženes umešča na začetek Druge dinastije.

### Veneg kot neodvisen vladar
Egiptologi, med njimi Peter Kaplony in Richard Weill, trdijo, da je bil Veneg samostojen vladar, ločen od drugih kraljev iz tega obdobja, in dodajajo, da je Veneg nasledil Ninečerja in da ustreza kralju Vadženesu z ramzeških seznamov kraljev. Slednja trditev temelji prvič na široko sprejeti teoriji, da so ramzeški pisarji medsebojno zamenjavali cvetico veneg in steblo papirusa, kar je kraljevo ime spremenilo v Vadženes, in drugič na teoriji, ki temelji na napisu na Kamnu iz Kaira. Prepričani so, da se je na kamnu v zapisu v tretji vrstici letnih dogodkov ohranilo ime Venegsekemvi.  Tudi ta teorija ni splošno sprejeta, ker je Kamen iz Kaira zelo poškodovan in dopušča široko paleto razlag.

## Vladanje
O Venegovi vladavini je zelo malo znanega. Na posodah z njegovim imenom so omenjeni samo ceremonialni dogodki, kot je na primer »dvigovanje Horovih stebrov«. Praznik je pogosto omenjen tudi na posodah iz Ninečerjeve vladavine, kar Venega kronološko umešča zelo blizu Ninečerja. 
Neznana je tudi dolžina Venegove vladavine. Če je bil ista oseba kot kralj Vadženes, je po Torinskem seznamu kraljev vladal 54 let. Če je bil ista oseba kot Tlas, ki ga omenja zgodovinar Maneto, je vladal 17 let. Sodobni egiptologi dvomijo v oba podatka in ju imajo za napačno interpretacijo ali pretiravanje. Če je bil Veneg resnično neodvisen kralj, je vladal morda 12 let. Izračun temelji na napisih na Kamnu iz Kaira. 
Ena od teorij trdi, da se je združeni Egipt po Ninečerjevi smrti razdelil na dva dela. To pomeni, da sta v obdobju po Venegovi smrti v Egiptu vladala dva kralja in da je bil Veneg neodvisen vladar.  Trditev temelji na spoznanju, da tako tiniški kot memfiški seznam kraljev omenjata Vadženesa in Senedža kot neposredna Ninečerjeva naslednika. Abidoški seznam kraljev, na primer, omenja v Drugi dinastiji samo šest kraljev, medtem ko jih drugi seznami omenjajo devet. Veneg bi torej lahko bil zadnji kralj, ki je vladal nad celim Egiptom, preden je začel deliti svoj prestol in oblast v Egiptu z nekim drugim kraljem. Kdo je bil ta drugi kralj še vedno ni jasno. Venegov naslednik bi lahko bil Senedž, vendar tudi to ni zanesljivo.